# Robert Woodhouse
Robert Woodhouse (Melbourne, 23 giugno 1966) è un ex nuotatore australiano.
Specializzato nei misti, ha vinto la medaglia di bronzo nei 400 m misti alle Olimpiadi di Los Angeles 1984.

## Palmarès
- Olimpiadi
  - Los Angeles 1984: bronzo nei 400 m misti.

- Giochi PanPacifici
  - 1985 - Tokyo: argento nei 200 m misti.